# Elezioni parlamentari in Turchia del 1999
Le elezioni parlamentari in Turchia del 1999 si tennero il 19 aprile per il rinnovo della Grande Assemblea Nazionale Turca.

## Risultati
| Liste                                     | Voti       | %     | Seggi |
| ----------------------------------------- | ---------- | ----- | ----- |
| Partito della Sinistra Democratica (DSP)  | 6 919 670  | 22,19 | 136   |
| Partito del Movimento Nazionalista (MHP)  | 5 606 583  | 17,98 | 129   |
| Partito della Virtù (FP)                  | 4 805 381  | 15,41 | 111   |
| Partito della Madrepatria (ANAP)          | 4 122 929  | 13,22 | 86    |
| Partito della Retta Via (DYP)             | 3 745 417  | 12,01 | 85    |
| Partito Popolare Repubblicano (CHP)       | 2 716 094  | 8,71  | –     |
| Partito Popolare Democratico (HADEP)      | 1 482 196  | 4,75  | –     |
| Partito Grande Unità                      | 456 353    | 1,46  | –     |
| Partito della Libertà e della Solidarietà | 248 553    | 0,80  | –     |
| Partito Democratico di Turchia            | 179 871    | 0,58  | –     |
| Indipendenti                              | 270 265    | 0,87  | 3     |
| Altri <0,50%                              | 631 184    | 2,02  | –     |
| Totale                                    | 31 184 496 | 100   | 550   |